# Orenberg

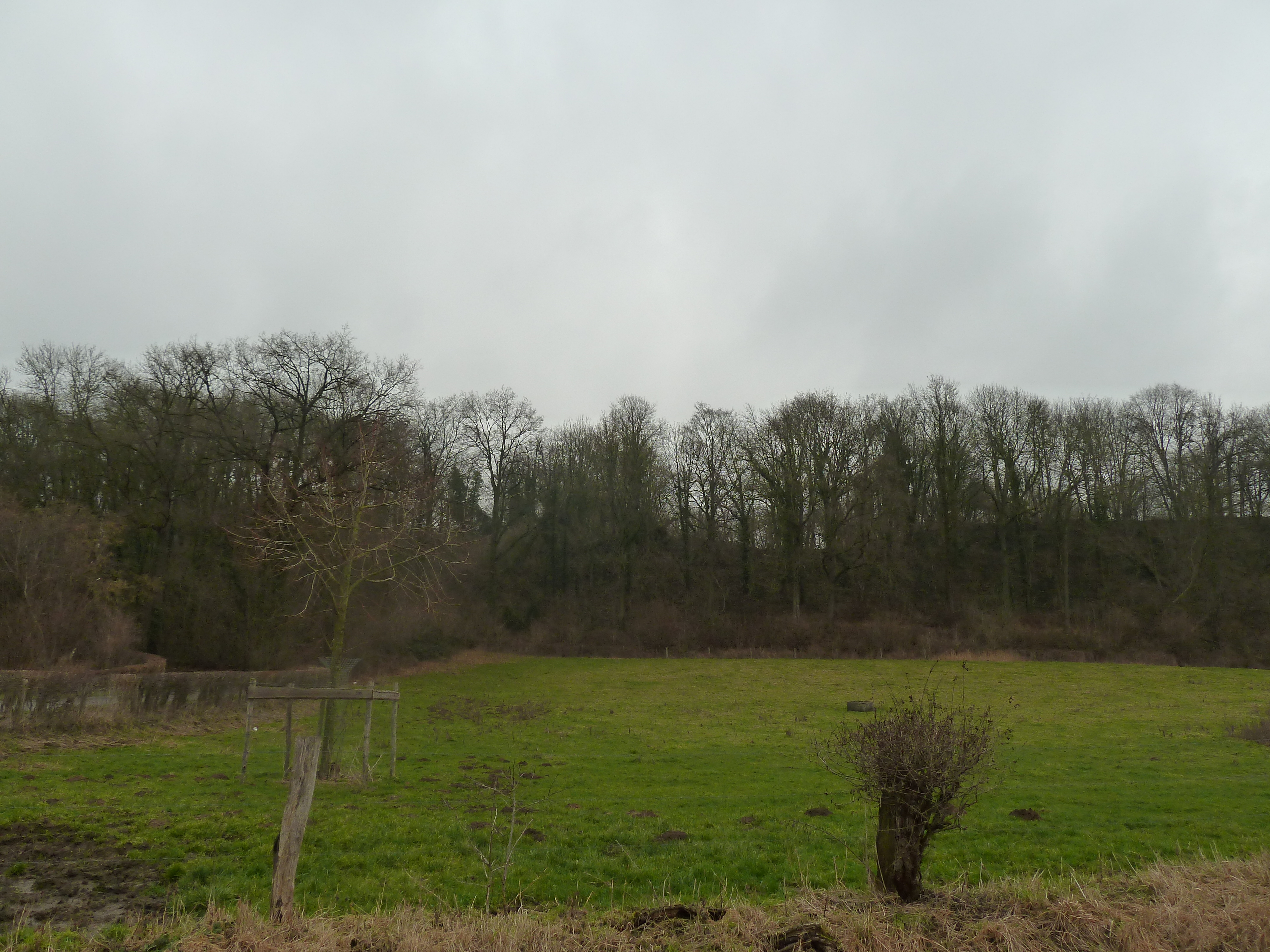
De Orenberg gezien vanuit de grubbe aan de zuidzijde

De Orenberg is een heuvel ten zuiden van Cadier en Keer in Nederlands Limburg. De heuvel ligt in het Savelsbos aan de rand van het Plateau van Margraten naar de Dorregrubbe.
Op de Orenberg ligt de voormalige Groeve Orenberg, een geologisch monument.

## Beklimming
De beklimming loopt vanuit Eckelrade naar Cadier en Keer en is zeer kort en steil. Het stijgingspercentage loopt na de haarspeldbocht op tot ruim 10%.
De Orenberg is aangedaan door de Amstel Gold Race, in 1968 en 1970.